# Giacomo Pichler
Giacomo Pichler (Roma, 1778 – Milano, 1815) è stato un incisore italiano, intagliatore di gemme.

## Biografia
Giacomo Pichler apparteneva a una dinastia di intagliatori di pietre dure essendo nipote di Antonio (1697–1779) e figlio di Giovanni (1734–1791). Suoi zii paterni erano Luigi (1773–1854) e Giuseppe (1760–1820). Giacomo Pichler divenne a sua volta un ottimo intagliatore di cammei. Famose sono le sue riproduzioni di opere del Canova. Fu attivo a Napoli e poi a Milano dove si era trasferito presso la sorella Teresa sposata con il poeta Vincenzo Monti (1754–1828). Qui entrò in contatto con Giovanni Battista Sommariva, famoso collezionista di cammei, per cui eseguì molti lavori di glittica in concorrenza con Giuseppe Cerbara e Giuseppe Girometti. Giacomo Pichler morì a Milano nel 1815 a soli 37 anni d'età.